# Вил ам Кајзерштул
Вил ам Кајзерштул (њем. Wyhl am Kaiserstuhl) општина је у њемачкој савезној држави Баден-Виртемберг. Једно је од 24 општинска средишта округа Емендинген. Према процјени из 2010. у општини је живјело 3.622 становника. Посједује регионалну шифру (AGS) 8316051.

## Географски и демографски подаци
Вил ам Кајзерштул се налази у савезној држави Баден-Виртемберг у округу Емендинген. Општина се налази на надморској висини од 175 метара. Површина општине износи 17,0 km². У самом мјесту је, према процјени из 2010. године, живјело 3.622 становника. Просјечна густина становништва износи 214 становника/km².

## Међународна сарадња
| Мјесто | Држава    | Врста сарадње | Од    |
| ------ | --------- | ------------- | ----- |
|        | Француска | контакт       | 2000. |
| Извор  |           |               |       |